# Saint-Nicolas-de-Sommaire
Saint-Nicolas-de-Sommaire é uma comuna francesa na região administrativa da Normandia, no departamento Orne. Estende-se por uma área de 15,79 km². Em 2010 a comuna tinha 278 habitantes (densidade: 17,6 hab./km²).